# Борго-Валь-ди-Таро
Борго-Валь-ди-Таро (итал. Borgo Val di Taro) —  коммуна в Италии, располагается в регионе Эмилия-Романья, подчиняется административному центру Парма.
Население составляет 7077 человек, плотность населения составляет 47 чел./км². Занимает площадь 152 км². Почтовый индекс — 43043. Телефонный код — 0525.
Покровительницей коммуны почитается Пресвятая Богородица, празднование 16 июля.

## Города-побратимы
- Шарантон-ле-Пон, Франция
- Вилья-де-Крусес, Испания
- Априка, Италия